# Dojo

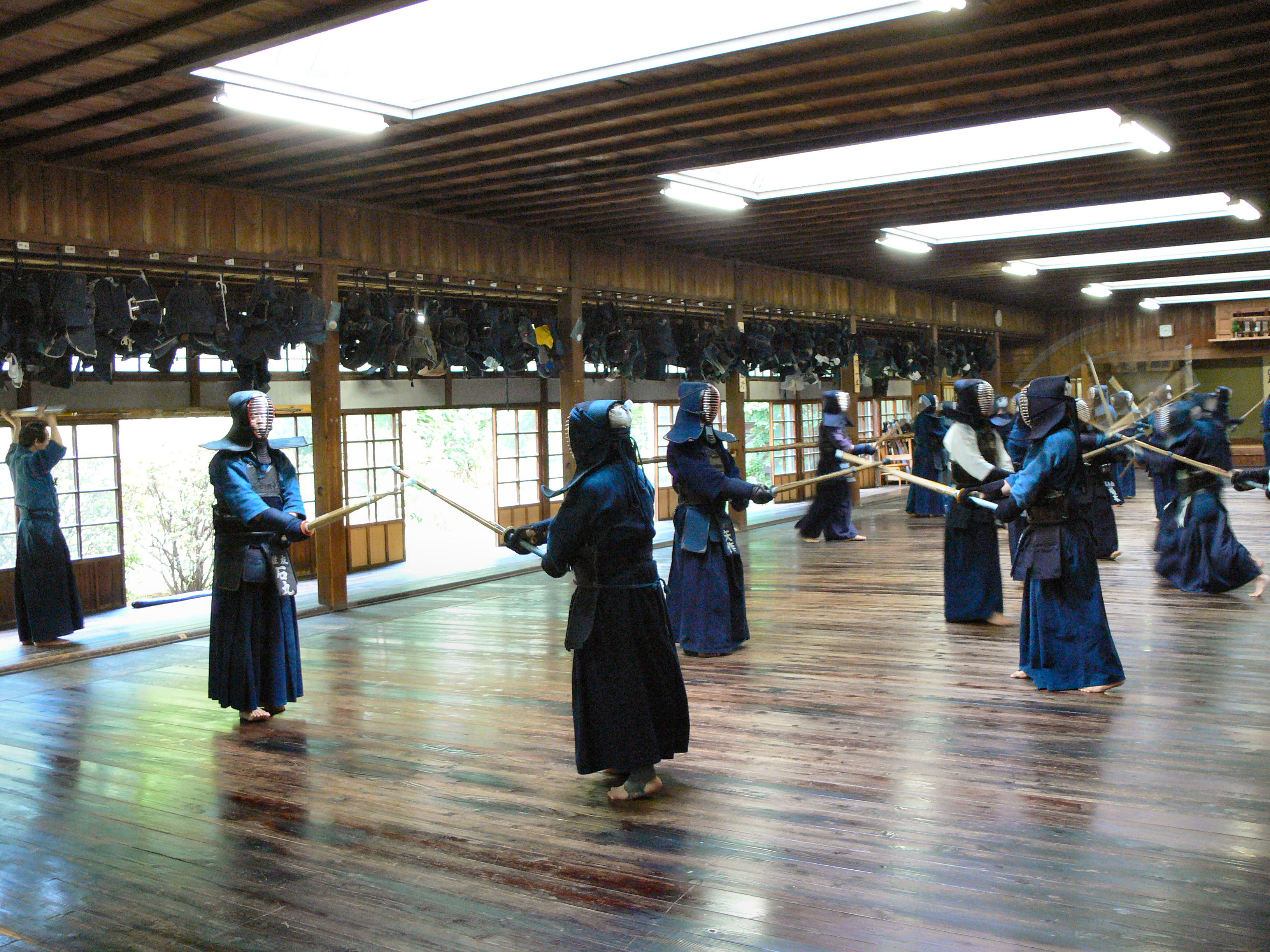
En kendo-dojo

En dojo (dōjō, 道場) är en lokal där en traditionell japansk konstart utövas. Ordet kan uttydas platsen för studier alternativt en plats där Vägen utövas; den sistnämnda uttydningen anspelar starkt på zen. Dō betyder konst och jō plats. Ordet förknippas idag mest med budo, i västvärlden. Men för buddhistmunkarna är det i första hand en plats för studier, men också för meditativa övningar och sutraläsning.
Sedan andra hälften av 1800-talet används ordet dojo för att beteckna träningslokal inom budo. Men dojon kan även, såsom ofta i äldre japansk budo, koryu, främst ha en rituell funktion medan själva träningen sker någon annanstans - ofta utomhus. En traditionell japansk dojo har oftast en plats längst fram, shomen, som typiskt har något slags shintoaltare längst fram. Stilen Bujinkan håller sig ofta med starkt shintoistiska shomen, där ljus tänds före och efter varje träning. Ibland placeras även sake, salt och andra symboliska offer vid ovanför shomen. Altaret har ofta bilder av stilens grundare, och i väst ersätts ofta shintoaltaret med en bild av stilens grundare - Jigoro Kano i judo, Morihei Ueshiba i aikido och så vidare.